# Ocriplasmina
La ocriplasmina, comercializada bajo la marca Jetrea, es un medicamento utilizado para la tracción vitreomacular. Se utiliza para la enfermedad más leve y puede evitar la necesidad de cirugía. Este medicamento se administra mediante inyección en el ojo . 
Los efectos secundarios más frecuentes de este medicamento son moscas volantes, dolor ocular, destellos de luz y hemorragia conjuntival. Otros efectos secundarios pueden ser hemorragia intraocular, aumento de la presión intraocular e infección intraocular. Es similar a la plasmina natural y actúa descomponiendo las proteínas que se encuentran entre el vítreo y la retina.  
Este medicamento fue aprobada para uso médico en Estados Unidos en 2012 y en Europa en 2013. En el Reino Unido cuesta al NHS 2.500 libras esterlinas por vial de 0,375 mg a partir de 2021. Esta cantidad en Estados Unidos cuesta unos 3.100 dólares estadounidenses .